# Oberá (Misiones)
Oberá is een stad in de Argentijnse provincie Misiones. Het is de hoofdplaats van het departement Oberá. De stad telde in 2010 63.960 inwoners.
De plaats werd in het eerste decennium van de 20e eeuw gesticht door Europese immigranten, voornamelijk Zweden, die via Brazilië naar Argentinië waren gereisd. In 1918 werd Oberá officieel een gemeente.
In 2009 werd de stad de zetel van het rooms-katholieke bisdom Oberá.